# Centrum (Emmen)

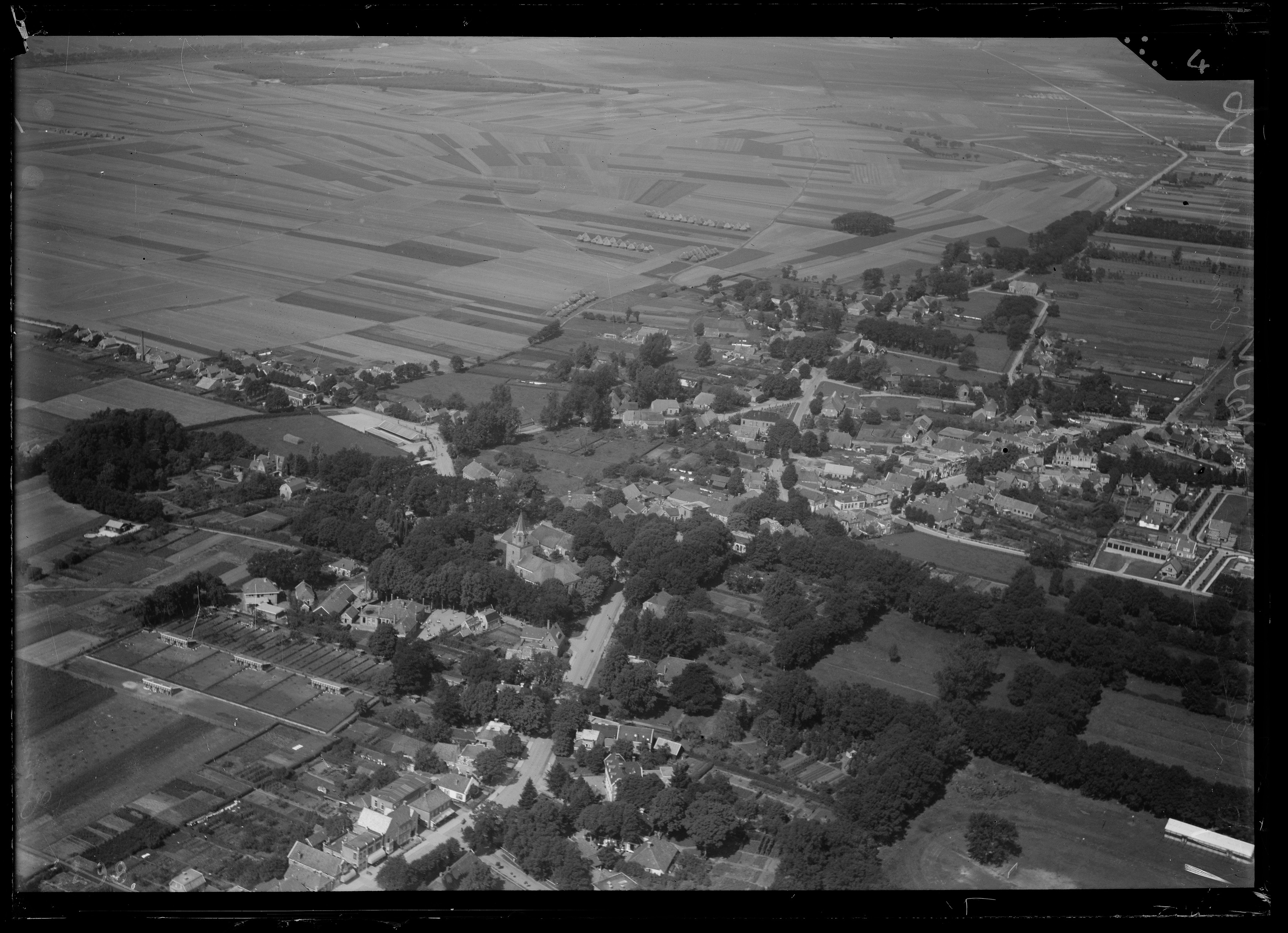
Luchtfoto uit de periode 1920-1940 van wat nu het centrum van Emmen is. Nederlands Instituut voor Militaire Historie.

Het Centrum is een wijk in de plaats Emmen, in de Nederlandse provincie Drenthe. Het is het oudste deel van de plaats en fungeert tegenwoordig als een belangrijk centrum voor de plaats zelf en de omgeving. In de volksmond wordt de wijk ook wel kortweg Emmen genoemd, waarbij de overige wijken van de plaats min of meer beschouwd worden als op zichzelf staande plaatsen. Daarnaast spreken met name oudere inwoners over het dorp, terwijl jongeren veelal aan het centrum refereren met de stad.

## Geschiedenis
De plaats Emmen ontstond waar tegenwoordig het centrum zich bevindt. Oorspronkelijk was dit een esdorp. De (deels) nog aanwezige essen en brinken getuigen daar nog van. Na de Tweede Wereldoorlog werd het economisch zwakke zuidoosten van Drenthe aangemerkt als ontwikkelingsgebied, waarna er onder meer textiel- en metaalfabrieken werden gevestigd. Hierdoor groeide Emmen-Centrum uit tot een belangrijk centrum voor de regio.

## Locatie
Het centrum is grofweg gelegen tussen een deels nog intact essencomplex in het westen, de spoorlijn Zwolle-Emmen in het oosten, de Dordsestraat in het zuiden en de wijk Emmermeer in het noorden. Het is ondanks de benaming en functie van centrum relatief decentraal in de plaats gelegen.

## Indeling
Het eigenlijke centrum is grofweg op te delen in vijf gebieden. Het Oude Centrum, een winkelgebied waar zich ook de Centrale Bibliotheek bevindt, vormt samen met het Marktplein het historische hart. Het plein is een voormalige brink met in het midden de Grote Kerk. Ten oosten van het historische hart bevindt zich het Rensenpark. Ten zuiden van het Marktplein bevindt zich De Weiert, bestaande uit de overdekte winkelcentra De Weiert en De Vlinder. Hier bevindt zich ook het Raadhuisplein, dat een deel van de Hondsrugweg overkapt. Centrum-West ligt aan de overzijde van de Hondsrugweg. Hier bevinden zich onder meer bioscoop Kinepolis Emmen, het politiebureau en dierenpark Wildlands. Ten noorden en zuiden van deze gebieden kent het centrum vooral een woonfunctie, zoals de buurt Oud Allee nabij Station Emmen.